# Mycale tenuis
Mycale tenuis är en svampdjursart som beskrevs av Sarà 1978. Mycale tenuis ingår i släktet Mycale och familjen Mycalidae.
Artens utbredningsområde är havet utanför Chile. Inga underarter finns listade i Catalogue of Life.